# 查爾斯·芬尼
查爾斯·芬尼（英語：Charles Grandison Finney，1792年8月29日—1875年8月16日），是一位奮興家、牧師、教育家和社會改革家。他是第二次大覺醒的領導者，因此被人稱為現代復興之父（英語：The Father of Modern Revivalism）。
查爾斯·芬尼拒絕了很多傳統的改革宗神學，教導人們有完全的自由意志來選擇救贖。
從 1825 年到 1835 年，查爾斯·芬尼在紐約州北部和曼哈頓的Burned-over district以熱情的複興主義傳教士、老派長老會神學的反對者、基督教完美主義的倡導者和宗教作家 而聞名。
他的宗教觀點促使他與其他幾位福音派領袖一起推動社會改革，例如廢奴主義以及婦女和非裔美國人的平等教育。從 1835 年起，他在俄亥俄州歐柏林學院任教，該學院不分種族或性別接受學生。他從 1851 年到 1865 年擔任第二任校長，其教職員工和學生都是廢奴主義、地下鐵路和普及教育的積極分子。

## 生平
芬尼出生在康乃狄克州哲菲郡華倫鎮（Warren, Litchfield County, Connecticut）的一個農家中，在15個兄弟姐妹中排行最小。他2歲時候隨著父親搬到紐約州的奧尼達（Oneida County, New York）。因為家境問題芬尼並沒有讀大學，但他在家鄉備受尊重。芬尼的父母親並不是敬虔的基督徒，而由于當時的生活環境芬尼並沒有機會聽到他人布道。後來芬尼一家又搬到安大略湖的沙吉港（Sachett's Harbor，Ontario）。在芬尼二十歲的那一年，他到新紐澤西州擔任教職的工作。後來他也學了拉丁文、希臘文和希伯來文。在1818年時，芬尼的父母親要他回紐約的傑弗遜與他們團聚。也因此芬尼決定留在亞當斯的法律事務所當一名實習生。在學習法律課程時，芬尼發現所讀的書本裡有一些作者經常引用聖經，並且特別引用摩西律法作為普通律法的大原則權威。這使得芬尼開始對聖經非常興趣，并因此買了一本聖經並加以閱讀和研究。
29歲時他放棄了法律，受洗成為基督徒，並立志投身传教。接著他在長老會下接受訓練，成為了一位合格的牧師，但是同時他也開始對基本教義感到疑惑。1832年芬尼搬到紐約，在查塔姆街教堂傳教，之後他創立了百老匯禮拜堂。
芬尼結過3次婚，但前兩任妻子都不幸比他早逝世。1824年，他娶了（1804年-1847年）。1848年，他與（1799年-1863年）結婚。1865年，他再與（1824年-1907年）結婚。三任妻子都協助他的传教工作，也在復興運動中陪伴著他。芬尼有6個孩子，皆為第一任妻子所生。

## 復興
芬尼從 1825 年到 1835 年在杰斐遜縣作為複興主義者活躍，並在曼哈頓呆了幾年。1830 年至 1831 年，他在紐約州羅切斯特領導了一場復興運動，該復興運動被認為鼓舞了第二次大覺醒運動的其他復興運動。一位在羅切斯特會議中歸信的紐約主要牧師描述了芬尼在該市會議的影響：辦公室和街道上。城市中唯一的劇院被改造成一個馬厩；唯一的馬戲團變成了肥皂和蠟燭廠。烈酒商店關門；安息日得到尊重；聖所裡擠滿了快樂的信徒；一種新的衝動捐贈給每一個慈善事業；慈善的源泉被打開，人們活得很好。”
芬尼以其在佈道和宗教集會方面的創新而聞名，這常常影響到整個社區。創新包括讓女性在男女混合的公開集會中大聲祈禱，引入“焦慮席”，那些考慮成為基督徒的人可以坐在那裡接受祈禱，以及在佈道和祈禱中公開譴責個人的名字。他也以即席的佈道而聞名。
芬尼“對人類墮落幾乎無窮無盡的錯綜複雜有著深刻的洞察力……他將福音之愛的洪流傾倒在聽眾身上。他走捷徑進入人心，他的鐵鎚般的打擊摧毀了不信的托詞。」 
芬尼的門徒包括Theodore Weld （页面存档备份，存于）、John Humphrey Noyes （页面存档备份，存于）和Leete Stone。

## 廢奴主義
除了成為廣受歡迎的基督教傳教士之外，芬尼還參與了社會改革，尤其是廢奴運動。芬尼經常在講壇上譴責奴隸制，稱其為“民族大罪”，並拒絕向奴隸主領聖餐。

## 信仰背景與信念
芬尼原是加爾文教派背景，年輕時曾經加入長老會，但後來離開加爾文主義。對芬尼而言，復興是件極為重要的事，因此他極力的向教會呼籲要求復興的來臨。他認為每當人們感覺需要被復興的時候，人們便可以期待復興的來臨，並且一間教會是否會復興，責任在於牧師及教會的領導者。

### 軼聞
芬尼一直到29歲前都尚未接觸基督教。为此，芬尼在他的自傳中關於為什麼決定投身基督教有一個戲劇性的描述：1821年的一個星期日早上，芬尼下定決心要確定他的靈魂是否能夠得到救贖。於是他到平時常去的一片森林裡，想要暫時遠離他人並且能夠專心尋求于上帝。他跪下來禱告，但他卻發現他無法專心禱告，這使得芬尼極其痛苦和訝異自己的情況。於是他回到辦公室，並持續保持要向神傾倒一切的心。最後，所有人都離開了辦公室，剩下芬尼一人。而正當他關上門轉身時，他忽然見到了耶穌就站在他的面前
。這使得他跪在地上，大聲哭泣的將所有心事都傾訴於神，並且向神懺悔，之後芬尼就決心投身傳道。

### 引用
1. ↑  Barry, Hankins. . Westport, Connecticut: Greenwood Press. 2004: 137. ISBN 0-313-31848-4.
2. ↑  born place （页面存档备份，存于）, accessed October, 2008
3. ↑  .   [2011-06-09]. （原始内容存档于2020-11-12）.
4. ↑  .   [2011-06-09]. （原始内容存档于2020-11-09）.
5. ↑  .   [2011-06-09]. （原始内容存档于2020-11-12）.
6. ↑  .   [2011-06-09]. （原始内容存档于2017-11-09）.
7. ↑  威廉，科森|“查理芬尼的羅切斯特復興 （页面存档备份，存于）” 。[2017-3-27]
8. ↑  Hyatt, Eddie, , Lake Mary, FL: Charisma House: 126, 2002, ISBN 978-0-88419-872-7.
9. ↑  The various types of new measures are identified mostly by sources critical of Finney, such as Bennet, Tyler, Bonar, Andrew , 编, , Edinburgh: Banner of Truth Trust: 342–55, 1996; , New York: G&C Carvill: 83–96, 1828; and Hodge, Charles, ,  5 (3), University of Michigan: 328–33, July 1833  [March 31, 2008], （原始内容存档于2023-05-15）.
10. ↑  Wishard, S. E. . . Cincinnati: Lane Theological Seminary. 1890: 30–40  [2023-05-15]. （原始内容存档于2021-04-14）.
11. ↑  FitzGerald 2017，第40頁.
12. ↑  屬靈偉人小傳---芬尼小傳 ISBN 9789626750346

### 书籍
- 杜門‧理韋斯。《復興必將來臨》。（橄欖出版社）1995，16-17。
- 莊飛。《五旬節—信仰的根基》。（神召神學院出版）2004，66。
- 魏凱倫。《芬尼傳》。（以琳出版社）1988，1-38。
- FitzGerald, Frances. . Simon and Schuster. 2017. ISBN 978-1439131336.